# Almindelig jakobsstige
Almindelig jakobsstige eller bare Jakobsstige (Polemonium caeruleum) er en 30-90 cm høj urt med blå blomster. Den bruges ofte i haverne som bedstaude og til snit. Den ses spredt til moser, skove og affaldspladser.

## Beskrivelse
Jakobsstige er en flerårig, urteagtig plante med en opret vækst. Stænglerne er enten kirtehåret foroven eller helt hårløs. Den bærer bladene spredtstillet, og de er elliptiske og uligefinnede. Smabladene er elliptiske til ovale med hel rand. Begge bladsider er græsgrønne.
Blomstringen foregår i juli-august, hvor man ser blomsterne samlet i endestillede stande. De enkelte blomster er 5-tallige og regelmæssige med klokkeformet krone og blå (sjældnere: hvide) kronblade. Frugterne er kapsler med få frø.
Rodsystemet består af en kort, vandret jordstængel, som bærer grove, trævlede rødder.
Højde x bredde og årlig tilvækst: 0,75 x 0,50 m (75 x 50 cm/år).

## Hjemsted
Jakobsstige er udbredt i Mellemøsten, Kaukasus, Centralasien, det Indiske subkontinent, Østasien, Alaska og Nordcanada. I Europa findes den naturligt i Sydøst-, Øst- og Nordeuropa – muligvis med en spontan forekomst i Nordjylland. Arten er desuden spredt fra dyrkning og naturaliseret i resten af Europa og i Nordamerika. Den findes også spredt i størstedelen af Danmark i moser, skove, vejkanter og affaldspladser.
I Biebrzadalen som delvist ligger i Biebrza Nationalparken i det nordøstlige Polen findes arten i fugtige skovlysninger sammen med bl.a. revling, tranebær, vibefedt, blå sumpstjerne, buskbirk, gul stenbræk, kongescepter, laplandspil, mosebølle, mosepost og stivtoppet rørhvene
| Portal | Portal:Botanik |

## Note
1. ↑  Visit Bialystok.com: The Biebrza National Park (engelsk)